# Platysaurus broadleyi
Platysaurus broadleyi är en ödleart som beskrevs av  William Roy Branch och M.J. Whiting 1997. Den ingår i släktet Platysaurus och familjen gördelsvansar. Inga underarter finns listade i Catalogue of Life. Arten finns bara i sydvästra Sydafrika.

## Beskrivning
Platysaurus broadleyi:s hane är livligt färgad i gult och/eller orange på ovansidan, blå framben, orange svans mörkblå strupe och svart mage. Honan har mer neutrala färger. Längden exklusive svans är 6,4 till 8,4 cm.

## Taxonomi
Arten betraktades före 1997 som en synonym till Platysaurus capensis, Smith 1844. Branch och Whiting visade det året att den västliga populationen av P. capensis var en egen art.

## Utbredning och status
Arten är endemisk för Sydafrika, där den finns i Norra Kapprovinsen längs Oranjeflodens dalgång från Augrabies Falls nationalpark (där den är mycket vanlig) till Pella. Arten är klassificerad som livskraftig av IUCN. Tidvis har vinodlingen i området varit ett potentiellt hot, inte minst med tanke på användningen av bekämpningsmedel, men IUCN ser få sådana faror för närvarande.

## Ekologi
Platysaurus broadleyi lever på höjder mellan 610 och 730 m, ofta på granthällarna i närheten av Oranjefloden. Den söker skydd och svalka i djupa klippskrevor och under fikonträd. Även om arten främst är insektätande, med knott av släktet Simulium som stapelföda, så försmår den inte mogna fikon.
Arten är äggläggande.